# Jean-Baptiste Croz
Jean-Baptiste Croz (Chamonix, 1828 – 1905) è stato un alpinista francese.
Fratello del più noto Michel Croz, partecipò con lui a diverse spedizioni alpinistiche nei primi anni sessanta del XIX secolo. Fu comunque molto attivo anche in proprio negli anni "pionieristici" dell'alpinismo, lavorando come guida per molti membri notevoli dell'Alpine Club, tra cui William Mathews, Bonney, Thomas Kennedy, Winkworth, ed Adams Reilly, che gli lasciarono attestati di stima.
Nel 1857 partecipò ad una spedizione britannica al Finsteraarhorn; si trattava della quinta salita assoluta, e della prima britannica, ed alla spedizione partecipavano, tra gli altri, William Mathews, J. F. Hardy e T. Bonney.
Nel 1861, insieme al fratello Michel, fu guida di Mathews e Jacomb alla prima ascensione del Monviso.
Il 18 luglio 1862, insieme a Johann Krönig, guidò Thomas Stuart Kennedy e William Wigram nella prima ascensione del Dent Blanche, nel Canton Vallese, salendo per lo sperone sud.
Nello stesso anno, accompagnò insieme al fratello gli alpinisti Mathews e Bonney alla prima ripetizione del Mont Pourri, nell'Isère, di cui il fratello Michel aveva effettuato la prima ascensione l'anno precedente.
Nel 1863, di nuovo con il fratello Michel, salì le Grandes Rousses, nelle Alpi del Delfinato, come guida ancora per Mathews e Bonney.